# Ronde van Frankrijk 2010/Proloog

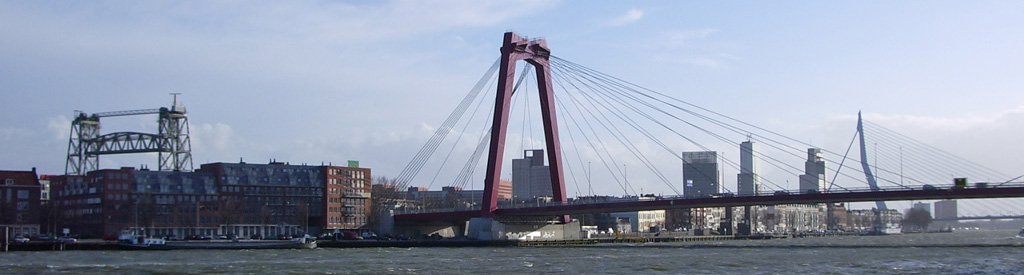
De Willemsbrug (voorgrond) en Erasmusbrug (achtergrond, rechts) in Rotterdam, beide onderdeel van het parcours van de proloog

De proloog van de Ronde van Frankrijk 2010 bestond uit een individuele tijdrit over negen kilometer door het centrum van Rotterdam. Hoewel de lengte de formele maximale lengte van een proloog (8 kilometer) overschreed, werd deze tijdrit door de tour-directie toch als proloog aangeduid. Op 25 juni 2009 werd door PvdA-wethouder Hans Vervat in de Burgerzaal van het stadhuis de route officieel geopend.

## Kosten
De geschatte investering voor deze tourstart lag tussen de 10 en 12 miljoen euro. Daarentegen wordt een rendement van 35 tot 40 miljoen euro verwacht.

## Parcours
Er werd gestart bij het Zuidplein, niet ver van Ahoy, waarna de renners zich via onder andere de Dordtselaan naar het Wilhelminaplein op de Kop van Zuid begaven. Vervolgens liep de route via de Erasmusbrug, de Boompjes en de Willemsbrug naar het Noordereiland en reed men via de Koninginnebrug en de Wilhelminakade weer terug naar het Wilhelminaplein. Dan reed men via wederom de Dordtselaan terug naar het Zuidplein, alwaar de finish was op de Zuiderparkweg tussen het Zuidplein en Ahoy.
De start was om 16:15 uur.

## Uitslag (tevens algemeen klassement)

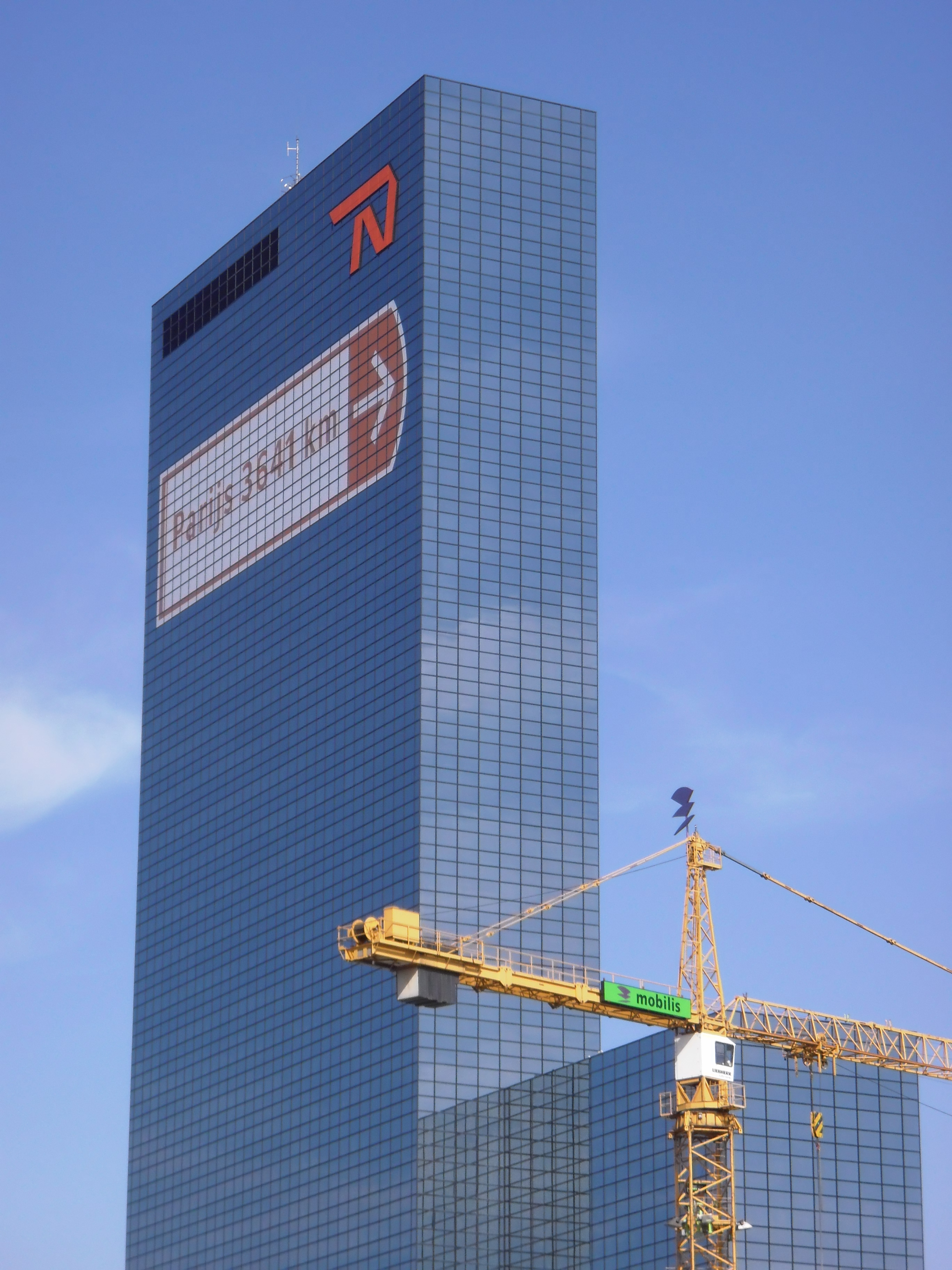
Reclame op het Delftse Poort-gebouw in Rotterdam: "Parijs 3641 km"

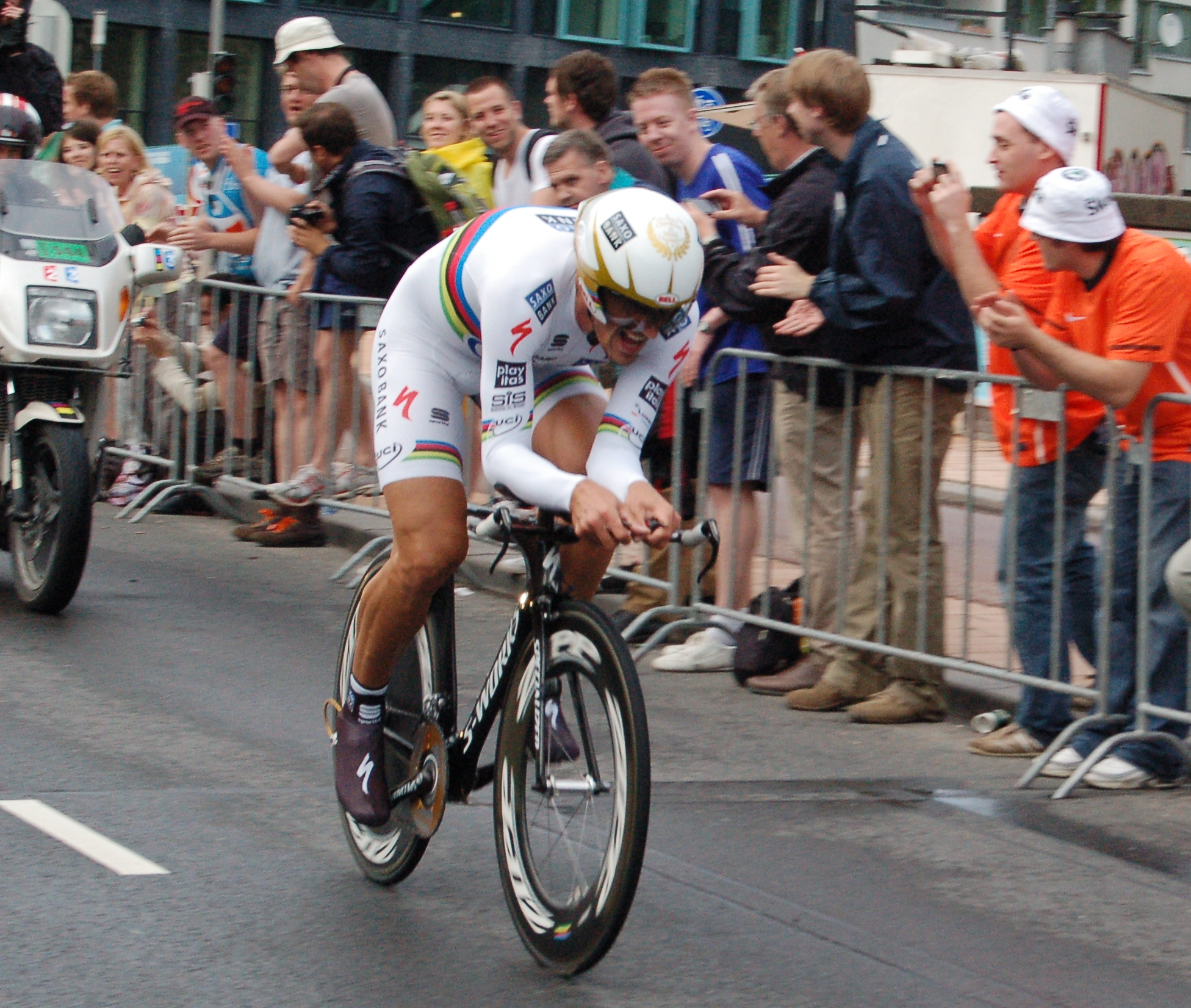
Fabian Cancellara tijdens de proloog in Rotterdam

| Plaats    | Naam                 | Ploeg              | Tijd      |
| --------- | -------------------- | ------------------ | --------- |
| Gele trui | Fabian Cancellara    | Saxo Bank          | 10'00"    |
| 2         | Tony Martin          | HTC-Columbia       | op 00'10" |
| 3         | David Millar         | Garmin-Transitions | op 00'20" |
| 4         | Lance Armstrong      | RadioShack         | op 00'22" |
| 5         | Geraint Thomas       | Sky                | op 00'23" |
| 6         | Alberto Contador     | Astana             | op 00'27" |
| 7         | Tyler Farrar         | Garmin-Transitions | op 00'28" |
| 8         | Levi Leipheimer      | RadioShack         | z.t       |
| 9         | Edvald Boasson Hagen | Sky                | op 00'32" |
| 10        | Linus Gerdemann      | Milram             | op 00'35" |
|           |                      |                    |           |
| 16        | Niki Terpstra        | Milram             | op 00'36" |
| 29        | Maxime Monfort       | HTC-Columbia       | op 00'41" |

## Nevenklassementen

### Puntenklassement
| Plaats      | Naam              | Ploeg              | Punten |
| ----------- | ----------------- | ------------------ | ------ |
| Groene trui | Fabian Cancellara | Saxo Bank          | 15     |
| 2           | Tony Martin       | HTC-Columbia       | 12     |
| 3           | David Millar      | Garmin-Transitions | 10     |

### Bergklassement
niet uitgereikt 

### Jongerenklassement
| Plaats     | Naam                 | Ploeg              | Tijd      |
| ---------- | -------------------- | ------------------ | --------- |
| Witte trui | Tony Martin          | HTC-Columbia       | 10'10"    |
| 2          | Geraint Thomas       | Sky                | op 00'13" |
| 3          | Edvald Boasson Hagen | Sky                | op 00'22" |
|            |                      |                    |           |
| 8          | Lars Boom            | Rabobank           | op 00'34" |
| 18         | Jürgen Roelandts     | Omega Pharma-Lotto | op 00'52" |

### Ploegenklassement
| Plaats | Ploeg              | Tijd      |
| ------ | ------------------ | --------- |
| 1      | RadioShack         | 31'25"    |
| 2      | HTC-Columbia       | op 00'01" |
| 3      | Garmin-Transitions | op 00'02" |